# Toetajev
Toetajev (Russisch: Тутаев) is een stad in de Russische Oblast Jaroslavl. Toetajev ligt aan de rivier de Wolga, tussen Jaroslavl en Rybinsk in. De stad ligt aan beide oevers van de rivier. Toetajev is onderdeel van de Gouden Ring van Rusland.
Tot 1918 werd de stad Romanov-Borisoglebsk (Рома́нов-Борисогле́бск) genoemd. Voordat de Tsaar in 1822 besloot om de stad één te maken, waren het twee aparte steden, namelijk: Romanov (aan de rechteroever van de Wolga) en Borisoglebsk (aan de linkeroever). Romanov bestaat sinds de 14e eeuw en Borisoglebsk sinds de 15e eeuw. In de 15e eeuw werd Romanov veroverd en enkele jaren geregeerd door de Gouden Horde.
De meeste mensen wonen op de rechteroever (het voormalige Romanov). De wijken die het dichtst bij de Wolga liggen, hebben veel oude houten huizen en historische gebouwen. Verder van de rivier af, overheersen de flatgebouwen uit de Sovjettijd. Op de linkeroever staan veel kathedralen uit de 17e en 18e eeuw.
Er is geen brug over de Wolga in Toetajev, er is wel een veerpont. De dichtstbijzijnde bruggen liggen noordwaarts in Rybinsk en zuidwaarts in Jaroslavl.